# Sergio Rodríguez Martínez
Sergio Rodríguez Martínez (Logroño, 26 luglio 1978) è un allenatore di calcio ed ex calciatore spagnolo, di ruolo centrocampista.

## Palmarès

### Giocatore

#### Competizioni nazionali
- Segunda División B: 1

Lleida: 2003-2004
- Segunda División: 1

Real Sociedad: 2009-2010

### Allenatore

#### Competizioni nazionali
- Segunda División B: 1

UD Logroñés: 2019-2020 (gruppo 2)